# Omphalina
Omphalina es un género de hongos en la familia Tricholomataceae. Son hongos pequeños con basidiosporas blancas no amiloide, y laminillas que se conectan y descienden por el estipe. Por lo general su sombrero posee una profunda depresión central que le da un aspecto que asemeja un embudo o un ombligo. Otros hongos agáricos de apariencia similar se denominada posee un aspecto omphalinoide.

## Confusión histórica de nomenclatura
El nombre genérico Omphalina es un nombre antiguo, conectado con el nombre de hongo aún más antiguo Omphalia el cual no puede ser utilizado porque es un homónimo ilegítimo. Históricamente, el primero fue aplicado a todo hongo con esporas blancas, de formas y tamaños similares. Por ello muchas especie que aún son denominadas Omphalina, o fueron denominadas Omphalia en realidad no son  Omphalinas verdaderas. El tipo conservado actual es Omphalina pyxidata (enlace roto disponible en Internet Archive; véase el historial, la primera versión y la última).. Antes de que se conservara el tipo, la tipificación fue tema de debate e inestable por varias décadas.

## Anteriormente omphalinas reclasificados y excluidos
Las omphalinas liquenizadas, que son basidiolíquenes, ahora se ubican en Lichenomphalia. Un ejemplo es la especie previamente denominada Omphalina ericetorum o Omphalina umbellifera ahora denominada Lichenomphalia umbellifera.
Las ex omphalinas Bryophilous gris a negruzca en general se han mudado al género Arrhenia. Ejemplos son: Omphalina epichysium, ahora Arrhenia epichysium; Omphalina sphagnicola ahora Arrhenia sphagnicola.
Toda ex - omphalina con esporas amiloides van en otro género. Estos géneros incluyen Mycena, Myxomphalia, Pseudoarmillariella, Xeromphalina.
Las Omphalina no auténticas poseen tejidos gelatinizados o pigmentación de colores brillantes. Tampoco poseen cistidia. Entre las especies excluidas basadas en análisis molecular, se incluyen los géneros: Blasiphalia, Chrysomphalina, Chromosera, Contumyces, Gerronema, Haasiella, Loreleia, Rickenella.

## Especies
- Omphalina arctica
- Omphalina chionophila
- Omphalina demissa
- Omphalina favrei
- Omphalina foetida
- Omphalina fulvopallens
- Omphalina grisea
- Omphalina kuehneri
- Omphalina mutila
- Omphalina nothofaginea
- Omphalina pseudomuralis
- Omphalina pyxidata
- Omphalina rivulicola
- Omphalina subhepatica
- Omphalina wallacei
- Omphalina wellingtonensis